# کله آهنی
کله آهنی (به انگلیسی: Metalhead)، پنجمین قسمت از فصل چهارم مجموعه آنتولوژی علمی‌تخیلی بریتانیایی آینه سیاه است. این اپیزود توسط خالق سریال آینه سیاه یعنی چارلی بروکر نوشته شده و دیوید اسلید آن را کارگردانی کرده‌است.  کله آهنی همچون دیگر اپیزودهای فصل چهارم سریال در تاریخ ۲۹ دسامبر ۲۰۱۷ توسط نت‌فلیکس منتشر شد.
کله آهنی تنها اپیزود سریال آینه سیاه است که به صورت سیاه‌وسفید فیلم‌برداری شده‌است. داستان این اپیزود در جهانی  پسارستاخیزی رقم می‌خورد. سه بازمانده به نام‌های بلا، کلارک و آنتونی در حال فرار و یافتن سرپناه هستند. به زودی مشخص می‌شود که علت فرار آن‌ها، هجوم ربات‌هایی آهنی به شکل یک سگ بزرگ است که از هوش مصنوعی بالایی برخوردار است و انسان‌ها را شکار می‌کند.
این اپیزود به‌طور کامل در انگلستان جلوی دوربین رفت. چارلی بروکر، نویسنده این قسمت اعلام کرد که سگ‌های رباتیک این قسمت با الهام از ربات‌های بیگ‌داگ شرکت بوستون داینامیکس طراحی شده‌است. کله آهنی بعد از اپیزود میزی دی با مدت زمان ۴۱ دقیقه، کوتاه‌ترین قسمت در میان اپیزودهای آینه سیاه است. اپیزود با واکنش مثبتی از سوی منتقدان همراه بود و در زمینه فیلم‌برداری، فضاسازی و کارگردانی مورد تحسین قرار گرفت. همچنین بعضی از منتقدان روایت بسیار ساده داستان و زمان کوتاه آن را از جمله نقاط ضعف این اپیزود دانستند. بسیاری این اپیزود را از نظر ایده داستانی با فیلم مشهور ترمیناتور مقایسه کردند. این اپیزود به خاطر فضای خود و هشدارهایی دربارهٔ پیشرفت هوش مصنوعی بحث‌های بسیاری به دنبال داشت.